# 親子入浴
親子入浴（おやこにゅうよく）は、親子で一緒に入浴すること。異性の親子の場合も同性の親子の場合もある。

## 医療的側面
親子入浴は着衣の上からでは観られない体位の成長（タナー段階など）や疾患の有無（皮膚疾患や脊柱側彎症など）を観察することができる機会の一つである。女子の場合父親と入る機会が年齢が上がるごとに年々減るが、母親と入る機会は年齢が上がってもあまり減らない。女子の思春期は乳房の成長から始まる（Thelarche・乳房のタナー段階がIIになる）ことから、親子入浴を機に子の乳房を見たり触ったりして乳房の成長が始まった（成長は乳頭期として乳首から始まる）事に気づいてノーブラを避け、ジュニアブラを子に着用させるきっかけを作る機会となっている。

## 各国の状況

### 日本
異性の親と入浴することは日本で見られる現象であるが、尾木直樹は、公衆浴場条例が存在するためかつては一般的なものではなかったはずで、おそらく銭湯で風呂に入る習慣が廃れたことで抵抗感がなくなった現象なのではないかと推測する。尾木は、小学五年生から中学一年までの息子たちと一緒に入浴している母親たちにテレビ番組で話を聞いてみたことがあるが、小さいころからやっているのだから問題ないといった態度だったという。尾木は息子と一緒に風呂に入る母親を取材した際の逸話として、父親と一緒に入っているという女性タレントの話がスタジオであったことについて触れた上で、なぜ他の人は違和感を感じず放映されてしまうのかと疑問も呈している。
資生堂が2011年に主催した「スーパーマイルド パパフロ応援委員会」の調査のように父親と娘あるいは息子との幼児期の入浴が、父親と子供の関係によい影響をもたらすとする調査も存在する。ただ、日垣隆は、自分と同世代に当たる父親達を見てきた経験上の話として、娘といつまでも入浴しているような父親は娘に信用されなくなってしまうと語っている。日垣隆は異性の親子の入浴はせいぜい小学4年くらいまでが限度だと述べている。
牛窪恵は2009年ごろに知人記者から聞いた話として、中学2年生のクラスで調査を行ってみたところ、母親と一緒に風呂に今も入っているという男子は半数近くに上ったという話を載せる。牛窪恵は、裸の母親に対して本当に何も感じないのかということで、中学生や高校生の男子に話を聞いてみたというが、母親の気分を害するようなことはしたくないといった趣旨の話をされたという。

### 日本国外
鴻上尚史によれば、母親に体を風呂で洗ってもらったことはあるが、だからといって母親が全裸になることはないと、イタリア、シンガポール、メキシコの男性たちは証言しているという。同じく鴻上によれば、父親と娘が入浴することに関しては、アメリカ合衆国の女性は絶対許せない行為だと証言し、大韓民国の女性はそもそも想定不能な行為と証言し、中華人民共和国の女性も韓国の女性のこの意見を肯定したという。ロシアでは、公衆浴場でも自宅の風呂でも、母親と息子、父親と娘が同時に裸で入浴することがある。